# もぎたてチンクルのばら色ルッピーランド
『もぎたてチンクルのばら色ルッピーランド』（もぎたてチンクルのばらいろルッピーランド、Freshly-Picked Tingle's Rosy Rupeeland）は、2006年9月2日に任天堂より発売されたニンテンドーDS用ソフト。開発はバンプール。ヨーロッパでは2007年9月14日に発売された。

## 概要
ゼルダの伝説シリーズで『ムジュラの仮面』より登場している（日本では）人気キャラクター・チンクルが主人公のスピンオフ作品。略称は「もぎチン」。
正統派のゲームが多い任天堂にしては非常にシュールかつブラックな内容であった。ただし、シリーズで培ってきたチンクルというキャラクターと、アーティスティックでシュールな作風で名を馳せたラブデリックからの系統であるバンプールの作風を考えれば当然だともいえる。なお、バンプール同じくラブデリックの系譜であるスキップは現在任天堂の子会社に近い位置付けとなっているが、そのスキップ開発ゲームと同様に田邊賢輔がプロデューサーを担当した。
お金をメインにしたRPGはあまり例が無く、斬新な基軸を打ち出しつつも作業的な要素を抑えて謎解きを重視した作りになっている。また、お金の稼ぎ方もイベントである人助け以外に、料理を作って売る・地図を記入して売るなど複数の方法が用意されているためプレイヤーのスタイルに合った遊び方が可能となっている。好みを選ぶ作風ではあるが、他に真似できない独特な世界観や自由なプレイスタイルが可能なシステムなどにより、雑誌やインターネット上サイトのレビューなどでも概ね高評価を得ている。
ゲームに合わせてか広告も独特かつシュールな手法が用いられた。具体的には、公式サイトオープン以前から任天堂ホームページ上に「チンクルブログ」というコーナーが作られ（なお、「最新情報」の記事には意図的に告知されなかった）、宣伝が行われていた。
2009年8月には続編『いろづきチンクルの恋のバルーントリップ』が発売された。

## ストーリー
毎日を無気力に過ごしていた35歳無職の独身男はある日、お告げに導かれて泉へ足を運ぶ。そこで男を待ち受けていたのは「ルピーの達人」を自称する謎の老人・ルピじいであった。ルピじい曰く、コツコツとルピーを稼いで泉に投げ込むといつの日か酒池肉林の夢の楽園・ルッピーランドへ行けるのだと言う。
こうして、「チンクル」と言う名を与えられた35歳独身男のルッピーランド行きを目指す日々が始まったのであった。

## ゲームシステム
このゲームにおける「ルピー」はゼルダの伝説シリーズにおける「通貨」としてのみならず、もっと広く重要な意味を持っている。町へ入る際には関所の通行料を支払わなければならず、店では「あいさつ料」を要求され、買い物に際しては価格交渉を強いられる。この世界では「ルピー＝命」であるため、ルピーの支払いや受け取りなど交渉をうまくしなければならない。チンクルの所持しているルピーが尽きてしまうとチンクルが死んでしまい、ゲームオーバーとなる。
ルピーを稼ぐ方法は主に
1. モンスターを倒して手に入る材料をベースにアイテムを作り、タウンの住人に売る。
2. 他の人から頼まれた依頼を引き受けて報酬をもらう。
3. 宝箱の中や地面に埋まっているルピーを手に入れる。

の3通りであり、稼いだルピーを泉に投げ込むとタワーが伸びて新しいエリアへ行けるようになる。

## キャラクター
チンクル
主人公。35歳無職独身であったが、ルピじいから夢の楽園・ルッピーランドの存在を教えられてからはお金集めに励んでいる。声・倉島一幸。
人助けをしながら冒険を進めていくが、そのほとんどはルピー目当てまたは成り行きであり、彼自身に勇者としての自覚は皆無。ただ、ルピーが絡むと馬鹿馬鹿しいほどのパワーを発揮し、何者も恐れず突進していく。
ロールプレイングゲームの主人公でありながら、肉弾戦はアバに「死相が出ている」と言われるほど弱く、実際に用心棒なしでは返り討ちにあうことがほとんど。
基本的にテキスト形式では喋らない。その代わり非常に表情豊か。しかし、ルピーに目の色を変えたり、珍妙な踊りを披露したり、「ケケケ」と笑ったりと総じてそのリアクションは小物じみている。
チンクルになる前はジャージにサンダル履きという、およそゼルダの伝説のスピンオフ作品とは思えない風貌をしている。
ワンクル
チンクルとおそろいの緑のスーツを身に纏った犬。オタカラみさきでチンクルに遭遇してからチンクルになつき、家に住み着くようになる。骨が大好物。
ルピじい
「ルピーの達人」を自称する謎の老人。35歳無職独身男に夢の楽園・ルッピーランドの存在を教えると共に「チンクル」と言う名を与え、生まれ変わらせる。
序盤に僅かなルピーとルッピーグッズをくれる以外は、一切冒険のフォローはしてくれない。
チンクルがルピーを泉に放り込んでタワーを伸ばすたびに激励に訪れる。最初は裸同然の格好だが、徐々に豪華、かつ悪趣味に変化していく。
その正体は、悪しきルピーの化身にしてルピーの亡者であるルッピーG。自分の欲望を満たすだけの世界（ルッピーランド）を作る為、チンクルだけでなくヤマタミ族の王やピンクルをも利用している。物語の最後に月で戦う事になり、貯めたルピーを使ったシューティング風のボスステージになる。
ピンクル
ピンクのボンデージ風スーツを着た、グラマーな女性。オペレーターとして、チンクルに様々なアドバイスをくれる。少々愚痴っぽい。
その正体は、ようせいガーデンを治める大妖精の娘。ルッピーGにオーラスいせきのある部屋に閉じ込められ、チンクルのサポートをさせられている。彼女を助け出すと最後の戦いが有利になり、エンディングも変化する。
アバ
各地をさすらう喧嘩っ早い性格の少女。旅先で知り合ったチンクルの貧弱さを見かねて戦闘方法を（無料で）伝授してくれる。森のヒーロー、タージャンの娘だが…
副長（ふくちょう）
海賊船の副長。海賊は彼をはじめ全員人骨姿である。他の海賊はピンク系統の衣装だが、彼だけは青を基調とした服装。船長であるキャプテンスタルフォスに代わり、実質的に海賊船の全てを取り仕切っている。口調は乱暴だが、義理人情に厚く、また他の海賊が恐れるものにすら「気の持ちようだ」と意に介さない。出会った当初はチンクルの守銭奴ぶりにあきれながらも、その行動力を高く評価し、終盤まで多岐に渡ってサポートしてくれる。
アキンドさん
名前のとおりの商人で、海賊船に出入りしている。各地方の素材で作った各種調味料を「名産品」として買い取ってくれる。なお名産品は、食物ではあるが、タウンのシェフは買い取ってくれない。
タージャン
「デクノもり」のヒーローだが、それはかつての姿。今は老いさらばえて見る影もない。アバとマンドリルと共に暮らしている。森に住んでいながら虫が大嫌い。
デューク、デュージ、デューコ
大陸の各地方にまたがる橋を直してまわっている工事人の兄弟。チンクルが出資すると橋を直してくれる。兄弟仲はあまり良くなく、親方の後継をめぐって誰が一番の腕前か争っている。
顔立ちはほとんど同じで、サングラスに髭、上半身裸でスリングショットのようなオーバーオールを纏い、いつも腰を振っている。
その異様な風貌はとりわけ濃いキャラクターの多い本作でもチンクルに比肩するほど突出している。中でも特にデューコは長女を名乗ってオネエ言葉で喋るため、異様さに拍車をかけている。

### タウンの住人
門番（もんばん）
タウンの入り口を護衛する門番。病弱な妻がいるが、後にその病を治すためチンクルと戦いに出向くことになる。「～であります」が口癖。妻に与える薬品を買い取ってくれる。
コマチ
タウンでパーラーを営む女性。
ジャーナリスト
常に文語体で喋る中年男性。各地でたびたび行き倒れになっている。
普段はコマチのパーラーに入り浸っていて、ジュースを買い取ってくれる。
宝石商（ほうせきしょう）
宝石を買い取ってくれる店員。娘を溺愛している。
おじょう
宝石商の娘。薬剤師を目指している。
スクラッチマダム
宝石商の妻。ボランティアで産廃（？）のさんかくチップを集めていて、チップと引き換えにトライスクラッチをさせてくれる。
シェフ
レストランのシェフ。味にはうるさいが、料理はチンクルよりも下手。料理や料理の材料を買い取ってくれる。
ウェイトレス
料理下手な夫に愛想を尽かし、チンクルに大鍋を売ってくれる。言葉が五七五調である。
デイブ
レストランの次男坊。こどもにしては達観した物の言い方をする。母親同様に言葉が五七五調。
アニキ
レストランの長男。少し挙動不審。ある人が送ってくる非常に深刻なメッセージを誤解してしまっているようである。
万屋（よろずや）
武器を中心に様々なアイテムを買い取ってくれる。アバの実の父親である。
チコのママ
洋裁屋を営んでいるナマズのような不気味な風貌の女性。意外と気風がよく、序盤で挨拶料なしで応じてくれる数少ない店主である。代々霊感が強いらしく、特に亡母は一番の霊能者らしい。服飾に関するものだけでなく、珍品を買い取ってくれる。
チコ
いつも「妖精さん」のぬいぐるみを持っている女の子。他人には見えない妖精が見える。
チコのママのママ
故人。とある地方で永眠しているが、幽霊としてチンクルたちを手助けしてくれる。風貌は娘（チコのママ）そっくり。
じいや
カネアルデ家の執事。パウルの無茶な主張に振り回されているが、パウルに気づかれないよう現実的な手法（金）で解決する。
パウル
カネアルデ家のお坊ちゃま。気球でじいやと共に旅をしている。非常にプライドが高く、小生意気だが、実は寂しがり。
マップ屋
マッピング職人であった夫に先立たれ、一人で店を切り盛りする老婦人。目が弱っているため、マッピングに難儀しているところでチンクルに出会う。チンクルがマッピングしたマップを買い取ってくれる。全てのマップを買い取ってもらうのが夢らしい。
ひろったよこぞう
巨大な白目を持つ少年。チンクルの行く先々に現れては、自分の拾ったものを売りつけてくる。基本的に和服姿だが、所々で地形に馴染んだコスプレ姿をしていて、探し出すのが困難な場合がある。
大妖精（だいようせい）
「ようせいガーデン」を治める女王。名前のとおり異常に大きく、顔立ちは娘（ピンクル）にそっくり。水源が枯渇してまともに動くことができないため、チンクルに助けを求めてくる。
チンクルに姿を見せる時は、顔を横に向けて、かつ羽ばたきながらと非常に不自然な姿で現れる。ルピじいとルッピーランドの正体をチンクルに教え、ルピじいの野望を阻止するよう諭してくる。

### 用心棒
各エリアにある「サロン」で用心棒代を支払って契約する。総勢30名で、内3名は「流れの用心棒」でサロンには顔を出さない。
彼ら用心棒は体格（大中小）により特性が違うほか、性格（怠惰、普通、好戦的）もそれぞれ異なる。
彼らの体力はリンク同様ハートで表現され、ハートが尽きると横に寝転がってしまう（契約終了）が、「流れの用心棒」以外はその場で再契約をすることにより復活する。
| 体格 | 名前               | 名前             | 名前             | 性格   |
| 体格 | イッチャン大陸     | ダイニ大陸       | サンバーン大陸   | 性格   |
| ---- | ------------------ | ---------------- | ---------------- | ------ |
| 小   | ズズー             | トンペイ         | ドミンゴス       | 怠惰   |
| 小   | チッチョ           | チーロ           | ダンテ           | 好戦的 |
| 小   | いぬいち           | ガブール         | ドンギックス     | 普通   |
| 中   | プトラン           | スカルパ         | ソクラステ       | 怠惰   |
| 中   | ゾンマー           | ビクトリア       | レディ・ステディ | 好戦的 |
| 中   | マイク             | ジョニー         | スミッスー       | 普通   |
| 大   | キクマル           | アーネス         | ロランド         | 怠惰   |
| 大   | ボスコン           | ディカゴ         | アリゾーナ       | 好戦的 |
| 大   | マイティ・マッソー | ステロイ・ディー | マイ・エナジー   | 普通   |

#### 流れの用心棒
| 体格 | 名前       | 備考 |
| ---- | ---------- | --- |
| 大   | テデトド   | えいゆうのほこらで会う謎の大男。誰かをめざしているらしい。チンクルとはウマはあうようだが、負けず劣らず守銭奴。 |
| 中   | ヤモリ     | イッチャンたいりくで隠れ身の術で隠れている忍者。めくれはわざとらしい。                                         |
| 中   | イェンロン | ドロリぬまでチンクルを試そうとしている。                                                                       |

### ボスキャラクター
ここでは、クリアに必須であるスーパールピーを守護しているボスのみを紹介する。スーパールピーは通常のルピーとは異なり、貨幣としては使用できない。
昆虫王オオガネムシ
「えいゆうのほこら」を守る巨大蜘蛛のようなモンスター。背面に小さな人間の顔のような部分があり、不気味に蠢いている。チンクルは風船で飛行しながらその顔面に爆弾を投下して戦うことになる。倒すとスーパールピー「メタルのルピー」が手に入る。
キャプテンスタルフォス
「かいぞくのアジト」のボス。名前のとおり海賊船の船長。巨大な人骨の姿をしていて、チンクルが海賊に相応しいか一騎討ちで試してくる。倒すとスーパールピー「アクアのルピー」を入手できる。
他のボスとは違い根っからの悪党ではなく、戦った後はバラバラになってしまうが、チンクルと部下の交流を許可したり、貯め込んだ宝物をあげたりと器の大きさを垣間見せる。
後に寄生虫に身体を乗っ取られ、チンクルと再戦することになる。
部下によると意外とナイーブな性格らしい。
三色獰猛植物バナバナ
「デクノしんでん」のボス。三色の花を咲かせた巨大食虫植物。花にはそれぞれ目と口が生えている。
毒キノコを撒き散らして攻撃してくるが、実はその毒キノコそのものが弱点。
そのため、チンクルは毒キノコを抱えてバナバナの口内に特攻して戦うハメになる。
倒すとスーパールピー「リーフのルピー」が手に入る。
王様甲虫ツヨオオガネ⇒未確認寄生虫デカチュウ
「ムシシの穴」のボス。オオガネムシの強化版だが、途中でデカチュウに変態し、いっそう激しい攻撃を繰り出してくる。倒すとスーパールピー「アースのルピー」が入手できる。
なお、この虫は他にも亜種がいて、あることをきっかけに海賊船に攻撃をしかけてくる。
火炎生物ドラドラ
「デスマのめいきゅう」の最深部に住み着く龍のような炎のモンスター。
マグマとともに現れ、チンクルを追い掛け回す。ここでは直接戦うのではなく、火口からの脱出を目指して上へ上へと逃げ回ることになる。脱出に成功するとドラドラは（勝手に）硬直し、ルピーに姿を変えて消滅する。スーパールピー「マグマのルピー」もこの時手に入る。

## フィールド
この世界には3つの大陸があり、それぞれにいくつかの島がある。島と島はデューク兄弟に橋でつなげてもらうことができる。

### イッチャンたいりく
ゴキンジョへいげん
主人公がはじめから行くことのできる土地。高台にライフォースの銅像がある。
ハマッコかいがん
砂浜と南国風の植物が特徴的な土地。カニや貝が生息している。
オタカラみさき
砂浜と南国風の植物が特徴的な土地。ハマッコかいがんに比べ樹木が少ない。海賊の基地がある。
ロンロンそうげん
いろいろな動植物が生息する豊かな土地。レシピの材料がたくさん採れる。ブーブリアンの基地がある。
デクノもり
鬱蒼とした森。薄暗くあたりに立ちこめる霧が怪しい雰囲気を醸し出す。西には滝があり、北にはまよいのもりとデクの木がある。ブーブリアンの基地もある。

### ダイニたいりく
シメリケしっち
地中からガスが噴き出している。ブンブンムシが生息している。
ドロリぬま
中央には虫を模した像と扉があり、4つの光をつなぐと洞窟の入り口となる。
シバレルせつげん
一面銀世界の寒い土地。西には墓地があり、北には凍った湖がある。

### サンバーンたいりく
デスマヤマ
標高20,000mの山がそびえたつ。山頂付近にはヤマタミ族の村がある。
ようせいガーデン
昔は豊かな草原だったそうだが、泉の水が枯れてしまったために今は砂漠になっている。
オーラスいせき
ブーブリアンの本拠地がある。

## その他
- キャプテンスタルフォスとの戦闘時の上画面表示はアーケード版『パンチアウト!!』のパロディである。
- 北米では現在発売の予定がない。これは、アメリカはゼルダシリーズをリアル傾向としてみる傾向が特に強く、シュールキャラであるチンクルへの風当たりが非常に強いためである（北米の法人からも駄目出しを受けたらしい）。欧州での発売も、日本で発売されてから約1年かかった。続編『いろづきチンクルの恋のバルーントリップ』のインタビューによると、欧州版の売上結果は「玉砕」だったとのこと[1]。
  - なお、開発スタッフ側は海外での発売を視野に入れており、ピンクルをはじめとしたオリジナルのキャラクターは海外のファンを念頭において作られたものらしい[2]。
- ゲーム雑誌『ファミ通』が発売日を「2600年」と誤表記したことがある。それを受けて、公式がそれをネタにした4コママンガを作成した。